# Визенска и Мидийска епархия
Визенската и Мидийска епархия (на гръцки: Ιερά Μητρόπολη Βιζύης και Μηδείας) e титулярна епархия на Вселенската патриаршия. Диоцезът съществува до 1922 година със седалище в тракийския град Виза (на гръцки Визии, на турски Визе). Титлата Визенски и Мидийски митрополит, ипертим и екзарх на Черно море (Ο Βιζύης και Μηδείας, υπέρτιμος και έξαρχος Μαύρης Θαλάσσης) от 1958 година е вакантна.

## История
Виза е разположен на 140 km северозападно от Константинопол в югоизточното подножие на Странджа. До VI век е епископия, подчинена на Ираклийската митрополия, след което е повишена в архиепископия. Мидия (на турски Къйъкьой) е разположен на черноморския бряг, на 30 km източно от Виза. Градът става епископия, подчинена на Ираклия, в IX век. Около 1350 година и двете епархии са повишени в митрополии, но след завоюването им от османските турци в сердата на XV век и двете са закрити поради депопулация. Визенската е възстановена преди 1565 г., а Мидийската преди 1623. През август 1623 година Мидийската митрополия е обединена със Созополската в Мидийска и Созополска митрополия, но в 1628 година отново са разделени и Мидийската е обединена с Визенската. Преди 1715 година те отново са разделени, но преди 1725 година пак са обединена. За известно време катедрата е преместена на север в Малък Самоков (на гръцки Самаково, на турски Демиркьой), но в 1839 година е върната във Виза. Българското православно население се изселва по време на Междусъюзническата война в 1913 година. След обмена на население между Гърция и Турция в 1922 година са изселени и гърците и гъркоманите и в епархията не остава православно население.
Епархията граничи със Сливенската митрополия на север, а преди 1913 година и със Созоагатополската, с Черно море на изток, с Ираклийската и Чорленската и Серентийска митрополия на юг и с Лозенградската и Одринската на запад. Други важни селища освен Виза, Мидия и Малък Самоков са Инеада (на гръцки Иниада) и Сарай (на гръцки Анакторио).

## Митрополити
| Име         | Име                      | Управление                           | Забележка                              | Години      |
| ----------- | ------------------------ | ------------------------------------ | -------------------------------------- | ----------- |
| Герасим     | Γεράσιμος                | 1762 – 1782                          | в никомидийски м.                      | ? – 1797    |
| Партений    | Παρθένιος                | февруари 1783 – юни 1792             | от севастийски т.м.                    | ? – 1800    |
| Даниил II   | Δανιήλ Πάντουβας         | юни 1792 - август 1813 †             | от севастийски т.е. (май 1784)         | ? – 1813    |
| Неофит II   | Νεόφυτος                 | август 1813 – 1816 †                 |                                        | ? – 1816    |
| Йеремия II  | Ιερεμίας                 | август 1816 - 9 юни 1821             | в деркоски м.                          | ? – 1824    |
| Йоасаф      | Ἰωάσαφ Μαρμαράς          | юни 1821 - август 1826               | в нишки м.                             | ? – ≥ 1837  |
| Йосиф       | Ιωσήφ                    | август 1826 - октомври 1826          | от елевтеруполски е., в нишки м.       | 1774 – 1850 |
| Йоасаф      | Ἰωάσαφ Μαρμαράς          | октомври 1826 - септември 1830       | от нишки м., подал оставка             | ? – ≥ 1837  |
| Козма II    | Κοσμάς Θρακός            | септември 1830 - август 1837         | от мраморноостровен м., в хиоски м.    | ? – 1839    |
| Григорий II | Γρηγόριος Κωνσταντινίδης | август 1837 - 27 септември 1855      | от хиоски м., в хиоски м.              | 1795 – 1856 |
| Матей       | Ματθαίος                 | 28 септември 1855 – 27 февруари 1863 | уволнен                                | ? - 1866    |
| Платон      | Πλάτων Σκουλικίδης       | 2 март 1863 – 27 юли 1877 †          |                                        | 1806 – 1877 |
| Константий  | Κωνστάντιος Σταυρίδης    | 1 август 1877 - юли 1899 †           | от елинополски т.е. (13 март 1869)     | ? – 1889    |
| Йеротей     | Ιερόθεος Δημητριάδης     | 12 август 1899 - 3 февруари 1900     | в родоски м.                           | ? – 1900    |
| Доротей II  | Δωρόθεος Χρηστίδης       | 5 февруари 1900 - 29 януари 1904     | от белградски м., в созоагатополски м. | 1841 – 1924 |
| Никодим     | Νικόδημος Ανδρέου        | 29 януари 1904 – 19 февруари 1908    | от воденски м., в коски м.             |             |
| Антим       | Άνθιμος Σαρρίδης         | 19 февруари 1908 – 17 ноември 1922   | от мъгленски м., в маронийски м.       | 1870 – 1938 |
| Христофор   | Χριστόφορος Κνίτης       | 4 февруари 1928 - 7 август 1958 †    | от австралийски а.                     | 1872 – 1958 |
| Атинагор    | Αθηναγόρας Αναστασιάδης  | 24 януари 2024 – 1 юли 2025 †        | от мексикански м.                      | 1941 – 2025 |